# Martin Lassahn
Martin Lassahn (* 1961) ist Professor für Elektrische Messtechnik und Lineare Systeme an der Hochschule Hannover.

## Leben
Nach einer Ausbildung als Funkelektroniker absolvierte Martin Lassahn von 1982 bis 1985 ein Studium der Elektrotechnik u. Informatik an der TFH Berlin. Es folgte von 1985 bis 1988 ein Studium der Elektrotechnik an der TU-Berlin. Von 1988 bis 1995 war er wissenschaftlicher Mitarbeiter am Institut für elektrische Messtechnik der Helmut-Schmidt-Universität-Hamburg, wo 1995 seine Promotion im Bereich Messung magnetischer Feldstrukturen erfolgte. Seit 2009 ist Martin Lassahn Professor an der Hochschule Hannover.

## Publikationen
- A multi-channel magnetometer for field structure measurement based on time encoded flux-gate sensors. In: IEEE Transactions on Instrumentation and Measurement. Band 42, Nr. 2, 1993, ISSN 0018-9456, S. 635–639, doi:10.1109/19.278644 (zusammen mit Gerhard Trenkler).